# 11. Luftwaffen-Felddivision
Die 11. Luftwaffen-Felddivision war ein militärischer Verband der Deutschen Wehrmacht während des Zweiten Weltkrieges.

## Geschichte

### Aufstellung
Die 11. Luftwaffen-Felddivision wurde im Oktober 1942 auf dem Truppenübungsplatz Munster aus dem Flieger-Regiment 21 (Heiligenbeil, Hilversum) aufgestellt.

### Besatzungstruppe Ägaische Inseln
Nach dem Abschluss des Trainings verlegte die Division ab Januar 1943 auf den Ägaischen Inseln als Besatzungsverband bei der 12. Armee, anfangs zur Verfügung, zum Einsatz. Ab März 1943 war die Division der Heeresgruppe E unterstellt. Der Zuordnungsbereich der Division wechselte vom Befehlshaber der deutschen Truppen auf Kreta (Februar bis April), anschließend zum Befehlshaber Südgriechenland und im September 1943 zur 11. Italienischen Armee.
Im Oktober 1943 kam die Division erneut zur Verfügung, nun zur Heeresgruppe F.

## 11. Feld-Division (L)

### Aufstellung durch Umbenennung
Am 1. November 1943 wurde die Division aus der Luftwaffe ins Heer überführt, von da an als „11. Feld-Division (L)“ bezeichnet, blieb aber in Griechenland. Lediglich IV (Flak)/Luftwaffen-Artillerie-Regiment 11 wurde zur I/Flak-Regiment 28 und blieb bei der Luftwaffe. Ein Luftwaffen-Füsilier-Bataillon 11 (L) wurde aufgestellt. Im April 1945 wurde ein Stab des Luftwaffen-Jäger-Regiments 111 aufgestellt und der Division zugeordnet. 
Die Unterstellung blieb bis März 1945 bei der Heeresgruppe F und bis August 1944 im LXVIII. Armeekorps. 

### Leros 1943
Bei der Eroberung der Insel Leros Ende 1943 waren Teile der Division beteiligt. 

### Partisanenbekämpfung
Im Februar 1944 folgte für Einsätze gegen Partisanen die Verlegung in die Region um Megara. Die Division blieb dort bis August. 

### Verlegung auf den Balkan
Ab September 1944 folgte über Mazedonien (beim Wehrbereich Mazedonien), Serbien (im November 1944 erst dem XXII., dann ab Dezember 1944 dem XXXIV. Armeekorps unterstellt) und Kroatien (erst noch beim XXXIV. Armeekorps, dann ab Februar 1945 beim LXXXXI. Armeekorps) der Rückzug der Division. Im April 1945 kam das Armeekorps mit der Division zur Heeresgruppe E.

### Kriegsende
Zu Kriegsende war die Division bei der Heeresgruppe Südost dem XV. SS-Kosaken-Kavalleriekorps unterstellt und kämpfte in den Ostalpen.

## Gliederung
- Luftwaffen-Jäger-Regiment 21 (mit drei Bataillonen), später Jäger-Regiment 21 (L)
- Luftwaffen-Jäger-Regiment 22 (mit drei Bataillonen), später Jäger-Regiment 22 (L)
- Luftwaffen-Artillerie-Regiment 11 (mit vier Bataillonen), später Artillerie-Regiment 11 (L)
- Panzerjäger-Abteilung Luftwaffen-Felddivision 11
- Luftwaffen-Pionier-Bataillon 11
- Luftwaffen-Radfahr-Kompanie 11
- Luftwaffen-Nachrichten-Kompanie 11
- Versorgungs-Einheiten Luftwaffen-Felddivision 11

## Kommandeure
- Generalmajor/Generalleutnant Karl Drum: von der Aufstellung bis November 1943
- Oberst Alexander Bourquin: von November 1943 bis Dezember 1943
- Generalmajor/Generalleutnant Wilhelm Kohler: Dezember 1943 bis November 1944
- Generalmajor Gerhard Henke: November 1944 bis Kriegsende